# Hung Hom
Hung Hom (chiński: 紅磡, dawniej Kowloon) – jedna ze stacji MTR, systemu szybkiej kolei w Hongkongu, na East Rail Line i Tuen Ma Line. Jest to jedna z dwóch stacji Hongkongu obsługująca pociągi transgraniczne do Chin kontynentalnych (obok stacji szybkiej kolei Hongkong West Kowloon Station). Pociągi dalekobieżne do Pekinu, Szanghaju i Kantonu zatrzymują się na tej stacji.
Stacja znajduje się w dystrykcie Yau Tsim Mong, w Kowloon, obok północnego wlotu do Cross-Harbour Tunnel.
Stacja została otwarta 30 listopada 1975.